# District (Vereinigtes Königreich)
Ein District ist im Vereinigten Königreich ein Verwaltungsbezirk der mittleren Verwaltungsebene mit unterschiedlicher Geschichte und Funktion in den einzelnen Landesteilen. Ein britischer Distrikt ist von der Größe und den Aufgaben her mit einem deutschen Landkreis bzw. einer kreisfreien Stadt vergleichbar.

## England
Bereits 1965 wurden 32 London Boroughs eingerichtet, später eine Sonderform der englischen Districts. 1974 wurden in England landesweit 296 sogenannte Non-Metropolitan Districts als Untergliederungen der Non-Metropolitan Counties eingeführt. Sie ersetzten die bis dahin als Urban Districts bzw. Rural Districts bezeichneten Untergliederungen der Countys. Die meisten Non-Metropolitan Districts in England haben zwischen 25.000 und 200.000 Einwohner. Gleichzeitig wurden 1974 in sechs Metropolitan Counties 36 Metropolitan Boroughs gebildet.
Je nach Struktur, historischer Bedeutung oder Größe kann ein englischer Distrikt den Status einer City oder eines Borough haben.
1996 wurden eine Reihe von Non-Metropolitan Districts zu Unitary Authorities erhoben und aus ihren Counties herausgelöst. In den Unitary Authorities sind die Verwaltungsfunktionen von County und District vereint. 2009 folgte eine weitere Verwaltungsform, bei der weitere Landesteile in Unitary Authorities gegliedert wurden. Dadurch reduzierte sich die Zahl der gegenwärtig existierenden Non-Metropolitan Districts auf 201. Daneben bestehen heute in England 56 Unitary Authorities.

## Wales
1974 wurden in Wales 47 Districts als Untergliederungen von acht Counties gebildet. 1996 wurden die Countys und Districts in Wales abgeschafft und flächendeckend durch 22 Principal Areas ersetzt.

## Schottland

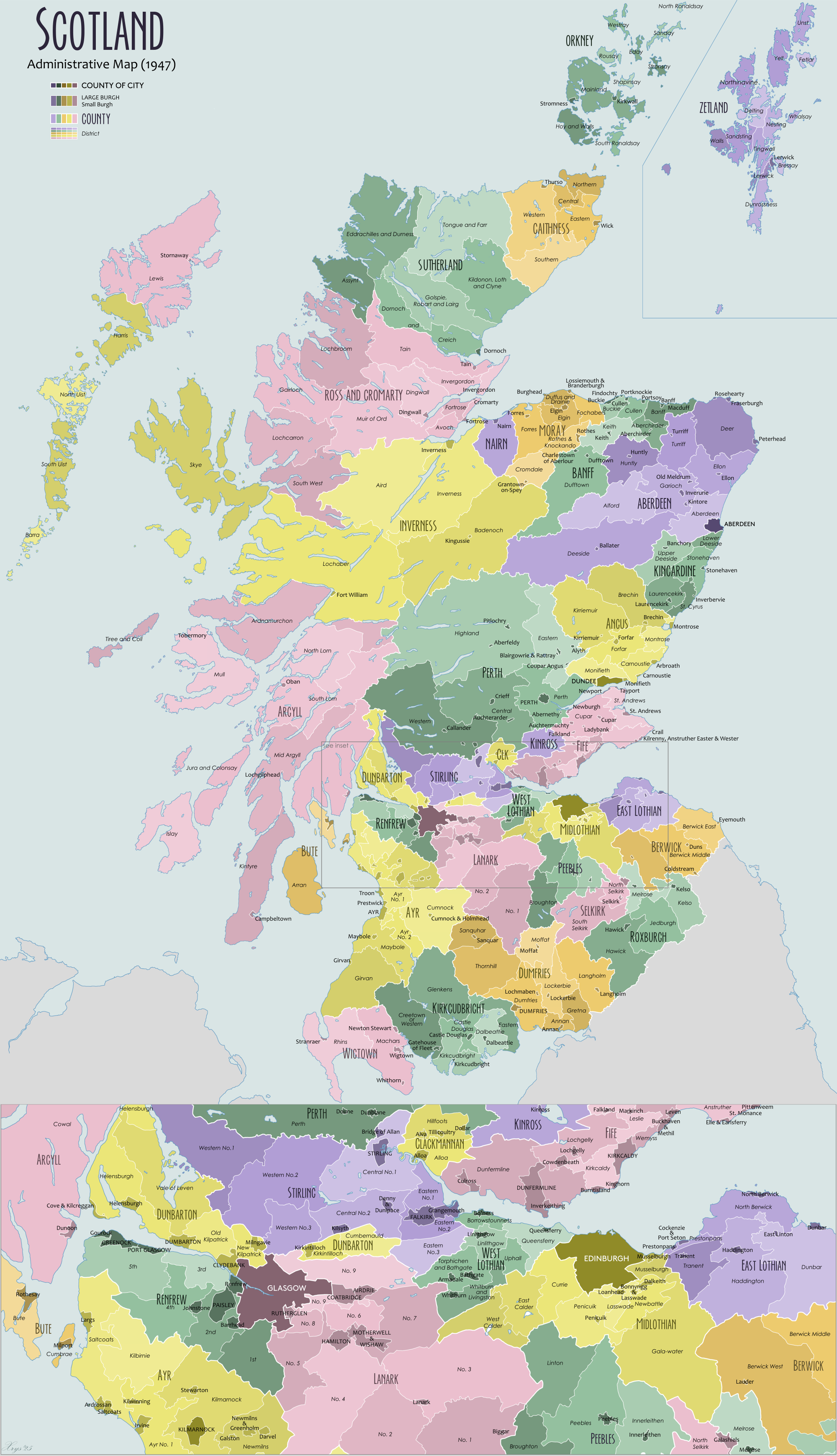
Verwaltungsgliederung Schottlands 1947

Mit dem Local Government (Scotland) Act 1889 wurden die meisten der neu eingerichteten Verwaltungsgrafschaften (Counties) in Districts eingeteilt. Sie unterstanden District Committees, die sich aus den in den County Council gewählten Abgeordneten des Districts sowie jeweils einem Vertreter der in ihnen gelegenen Parishes zusammensetzten. Ihre Zuständigkeit erstreckte sich auf den Unterhalt von Straßen sowie das öffentliche Gesundheitswesen. Da die Parishes mit dem im Folgejahr in Kraft getretenen Local Government (Scotland) Act 1929 als Selbstverwaltungseinheiten abgeschafft wurden, erhielten die Districts direkt gewählte Districts Councils. Zugleich traten sie als Verwaltungseinheiten neben die mit einem Stadtrecht begabten Burghs, die wiederum in Small Burghs und Large Burghs unterschieden wurden.
1974 wurden in Schottland 53 Districts als Untergliederungen von neun Regionen gebildet. 1996 wurden die Regionen und Districts in Schottland abgeschafft und flächendeckend durch 32 Unitary Authorities ersetzt.

## Nordirland
1973 wurden in Nordirland die traditionellen Grafschaften aufgehoben und 26 Districts eingerichtet, die am 1. April 2015 zu elf Districts zusammengefasst wurden.